# Chamoson
Chamoson (toponimo francese; in tedesco Tschamboss, desueto) è un comune svizzero di 3 721 abitanti del Canton Vallese, nel distretto di Conthey.

## Monumenti e luoghi d'interesse
- Chiesa parrocchiale di Sant'Andrea, eretta nel 1929-1930[1];
- Priorato di Saint-Pierre-de-Clages, fondato nell'nell'XI secolo, con chiesa dell'XI secolo e torre del XII secolo[2].

## Società

### Evoluzione demografica
L'evoluzione demografica è riportata nella seguente tabella:
Abitanti censiti

## Amministrazione
Ogni famiglia originaria del luogo fa parte del cosiddetto comune patriziale e ha la responsabilità della manutenzione di ogni bene ricadente all'interno dei confini del comune.